# فيروس نهر أديلايد
فيروس نهر أديلايد (بالإنجليزية: Adelaide River virus)‏ هو فيروس ضمن عائلة الفيروسات الربدية.